# Ulrich von Türheim

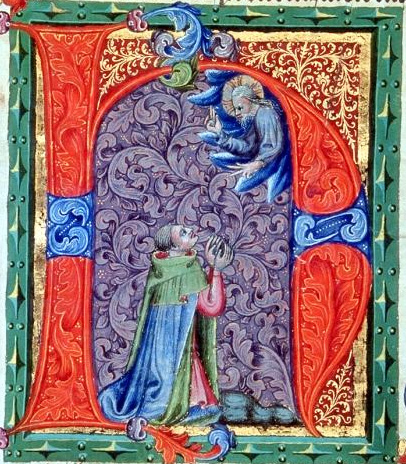
Ulrich von Türheim (1387)

Ulrich von Türheim (c. 1195 - hacia 1250) fue un escritor alemán de la ciudad de Augsburgo que escribió en alto alemán medio. Sólo han llegado hasta nuestros días tres de sus obras, y su datación es debatida: una conclusión a la versión de la leyenda de Tristán que Godofredo de Estrasburgo legó inconclusa; la obra Rennewart, que es una continuación del Willehalm sobre Guillermo de Aquitania que había dejado inconclusa Wolfram von Eschenbach; y algunos fragmentos de un poema llamado igual que el Cligès de Chrétien de Troyes, aunque se trata de una versión diferente.

## Ediciones
- Ulrich von Türheim, Tristan, edited by Thomas Kerth (Altdeutsche Textbibliothek 89), Tübingen 1979.
- Ulrich von Türheim, Rennewart, edited by Alfred Hübner (Deutsche Texte des Mittelalters 3), Berlín 1938, ²1964.
- A. Bachmann, "Bruchstücke eines mittelhochdeutschen Cligès", Zeitschrift für deutsches Altertum 32 (1888) 123ff.
- A. Vizkelety, "Neue Fragmente des mittelhochdeutschen Cligès", Zeitschrift für deutsche Philologie 88 (1969) 409ff.
- Die Deutsche Literatur des Mittelalters: Verfasserlexikon , Segunda Edición editado por Kurt Ruh, Berlín 1977 - volumen de 10